# Texas City (Teksas)
Texas City je grad u američkoj saveznoj državi Teksas. Prema popisu stanovništva iz 2010. u njemu je živjelo 45.099 stanovnika.